# Abu al-Chus
Abu al-Chus (arab. أبو الخوص) – wieś w Syrii, w muhafazie Idlib. W 2004 roku liczyła 899 mieszkańców.